# Dytryk Mądry
Dytryk Mądry, niem. Dietrich der Weise (ur. 1242, zm. 1285) – margrabia Landsbergu od 1261 z dynastii Wettinów.
Dytryk był młodszym synem margrabiego Miśni Henryka III Dostojnego. W 1261 jego ojciec przyznał mu założone przez siebie margrabstwo Landsbergu. Brał udział w walkach przeciwko Prusom. Następcą Dytryka w Landsbergu był jego jedyny syn, Fryderyk Tuta.
W 1258 poślubił Helenę, córkę margrabiego Brandenburgii Jana I. Obok Fryderyka miał z nią kilka córek, w tym m.in. Zofię – narzeczoną Konradyna Hohenstaufa, potem żonę księcia głogowskiego Konrada I, a wreszcie ksienię klarysek w założonym przez ojca klasztorze w Weißenfels.